# Sequoiadendron

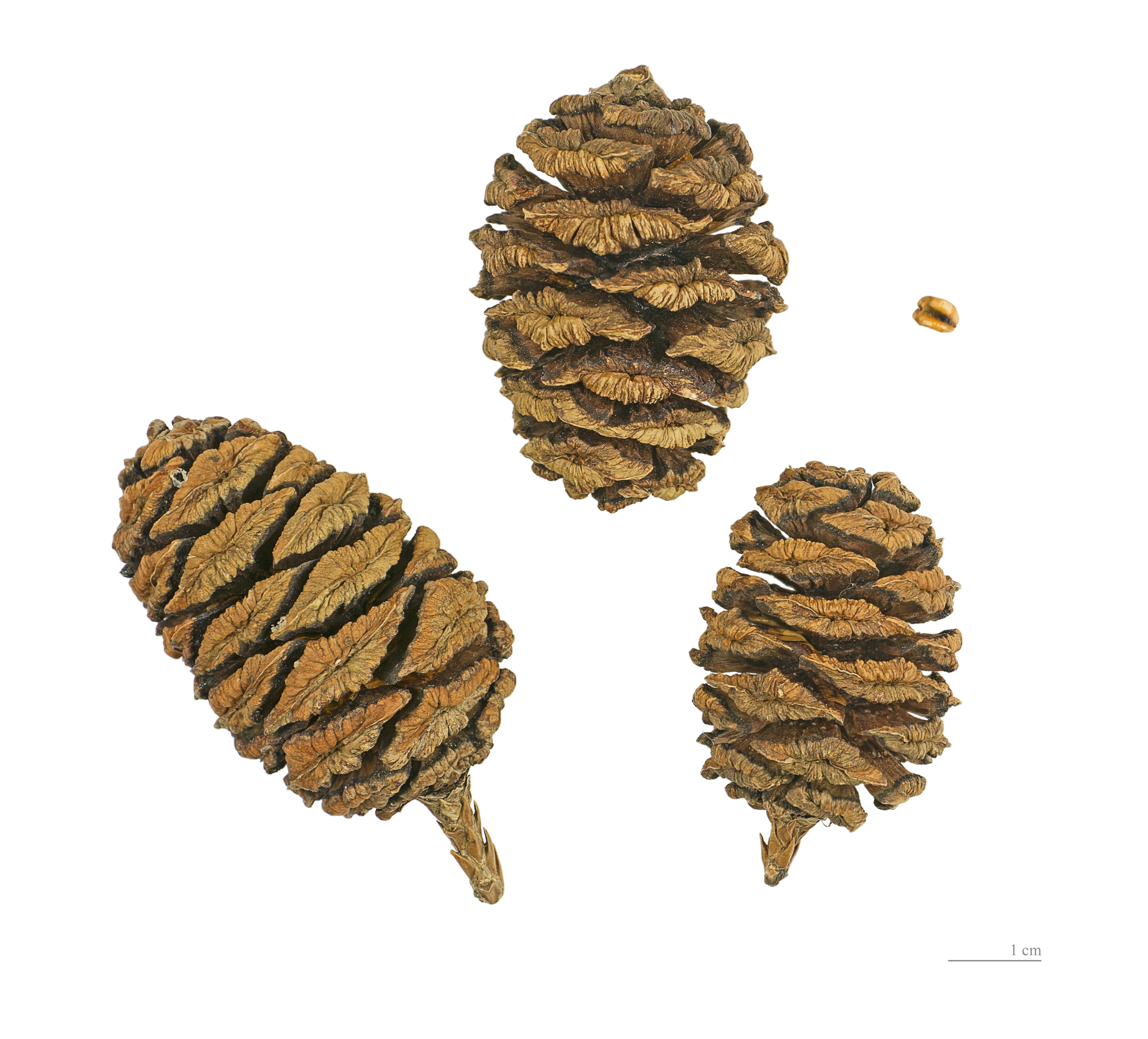
Sequoiadendron giganteum

Sequoiadendron este un gen de conifere din familia Taxodiaceae.